# أي شو سبيد
دارين جيسون واتكينز جونيور (بالإنجليزية: .Darren Watkins Jr)، من مواليد 21 يناير 2005 في سينسيناتي، أوهايو، الولايات المتحدة. يعرف باسمه المستعار على الإنترنت أي شو سبيد (بالإنجليزية: IShowSpeed) أو ببساطة سبيد (بالإنجليزية: Speed)، وهو يوتيوبر أمريكي، ستريمر ومؤثر على الإنترنت. يعرف ببث فيديوهات مباشرة يلعب فيها بشكل أساسي ألعاب الفيديو مثل فالورانت وفورتنايت.